# Matthias Bartelmann
Matthias Bartelmann (né en mai 1965 à Bamberg) est un physicien allemand et professeur à l'Université de Heidelberg. Il travaille en astrophysique théorique avec un accent sur la cosmologie et la lentille gravitationnelle.

## Biographie
Bartelmann a fréquenté le lycée Dientzenhofer (de) dans sa ville natale de Bamberg. Avec l'Abitur en 1984, il a reçu la bourse bavaroise et a été accepté à la fondation Maximilianeum (de) à Munich. Bartelmann a étudié la physique à l'Université Ludwig Maximilians de Munich de 1985 à 1990 et a obtenu un diplôme. Le sujet de sa thèse de diplôme était : L'influence d'une combinaison de micro et macro lentilles sur les statistiques des objets cosmologiques. Il est allé à l'Institut Max-Planck d'astrophysique à Garching près de Munich pour faire son doctorat et a fait son doctorat en 1992 au LMU sur le thème des corrélations à grande échelle d'objets cosmologiques dues à l'effet de lentille gravitationnelle. L'œuvre a reçu la médaille Otto Hahn de la société Max Planck. Bartelmann a travaillé pendant les onze années suivantes en tant qu'assistant de recherche au MPI pour Astrophysics à Garching, à l'exception de 1994 et 1995, lorsqu'il a fait des recherches aux États-Unis au Harvard-Smithsonian Center pour Astrophysics à Cambridge, Massachusetts. En 1996, il a reçu le prix Ludwig Biermann pour les jeunes astronomes de la Société astronomique. Bartelmann a terminé son habilitation en 1998 au sujet des investigations des amas de galaxies utilisant la déflexion de la lumière et l'émission de rayons X (titre original de l'ouvrage: Diagnostic des amas de galaxies avec déviation de la lumière et émission de rayons X) et a reçu la bourse Heisenberg la même année. De 1998 à 2003, il a été chef de projet scientifique de la contribution allemande au télescope spatial Planck, une sonde spatiale pour une recherche encore plus précise sur le rayonnement de fond cosmique, qui vise à fournir des connaissances fondamentales en cosmologie. En 2003, Bartelmann a été nommé professeur d'astrophysique théorique à l'Université de Heidelberg, où il enseigne encore aujourd'hui. De 2006 à 2008, il a été doyen de la Faculté de physique et d'astronomie. Entre autres, il enseigne la physique théorique, avec un accent sur l'astrophysique théorique, la relativité générale, la cosmologie, les lentilles gravitationnelles et le rayonnement de fond.

## Recherche
Les domaines de recherche du groupe de recherche de Bartelmann pour la cosmologie à l'Institut d'astrophysique théorique de l'Université de Heidelberg se chevauchent et se complètent partiellement. Ils incluent:
- L'effet de la lentille gravitationnelle, en particulier les anneaux d'Einstein qui se produisent avec le fort effet de lentille gravitationnelle. Un accent ici est   mis sur les Amas de galaxies. Il traite également de l'effet Sunyaev-Zel'dovich et des champs magnétiques dans les amas de galaxies.
- La cosmologie, en particulier la formation de la structure de l'univers et le rôle de la matière noire et de l'énergie noire en elle. Un autre objectif, lié aux travaux sur le télescope spatial Planck, est le rayonnement de fond cosmique et les effets de lentille gravitationnelle sur celui-ci.
En plus de nombreux articles scientifiques, Bartelmann a également publié des articles scientifiques populaires sur ses sujets de recherche dans les étoiles et l'espace et dans le Physik Journal , le journal de la Société allemande de physique.

## Publication
- Corrélations à grande échelle d'objets cosmologiques en raison de l'effet de lentille gravitationnel. Mémoire, Munich 1992.
- En tant que rédacteur en chef: Structure du cosmos: vues du monde de Hoyle à Hubble. Spectrum of Science Verlag, Heidelberg 2006,  (ISBN 3-938639-34-2) (Sterne und Weltraum; Dossier 1/2006).
- avec Björn Feuerbacher, Timm Krüger, Dieter Lüst, Anton Rebhan, Andreas Wipf: Theoretical Physics, Springer Spectrum 2015 (avec des contributions mathématiques de Florian Modler et Martin Kreh)
  - Également en quatre volumes individuels (Volume 1 Mechanics, Volume 2 Electrodynamics, Volume 3 Quantum Mechanics, Volume 4 Thermodynamics and Statistics) 2018